# وزیرآباد (شیراز)
وزیرآباد (شیراز)، در گذشته روستایی از توابع بخش مرکزی شهرستان شیراز در استان فارس ایران بوده است که مدت زیادی هست با نام شهرک وزیرآباد جزو منطقه هفت شیراز شده است.این شهرک یکی از انشعابات بزرگراه خلیج فارس میباشد

## جمعیت
این روستا در دهستان قره باغ قرار داشته است و براساس سرشماری مرکز آمار ایران در سال ۱۳۸۵، جمعیت آن ۲٬۹۷۷ نفر (۶۵۳خانوار) بوده‌است.